# Sopronnémeti
Sopronnémeti község Győr-Moson-Sopron vármegyében, a Csornai járásban.

## Fekvése
Magyarország északnyugati részén, majdnem a Rábaköz közepén helyezkedik el. Szomszédai keleten 3,8 kilométerre Szilsárkány, délkeleten 4,4 kilométerre Szil, délnyugaton 3,5 kilométerre Magyarkeresztúr, északnyugatra 2 kilométerre pedig Potyond. Nevével ellentétben a legközelebbi város Csorna, 9 kilométerre északkeletre.
A Rába vízgyűjtő területéhez tartozik.  A Keszeg-ér a falu határában folyik.
Természeti adottságai jók. Termőföldje növénytermesztésre kiválóan megfelel. Az éghajlat a zöldségtermesztésnek kedvez. A legtöbb lakos az uborka termesztésével foglalkozik, ennek is a korszerűbb, kordonos formájával.

### Megközelítése
Közigazgatási területén áthalad, lakott területeitől délkeletre az M86-os autóút, ez a legfontosabb közúti megközelítési útvonala, még annak ellenére is, hogy a község területén nincs csomópontja. Központján a 8602-es és a 8604-es utak haladnak keresztül, határszélét nyugaton érinti még a 8606-os út is.
A község délkeleti szélén halad el a Hegyeshalom–Porpác-vasútvonal, amelynek egy megállási pontja van itt; Szil-Sopronnémeti vasútállomás a 8604-es út vasúti keresztezése közelében létesült, közúti elérését a 86 304-es számú mellékút teszi lehetővé.

## Története
A község említése 1318-ban történik először Nemithy formában. 1894-től hivatalosan megállapított neve Sopronnémeti. Birtokosai az Osli és más nemesi családok voltak. Az Osl nemzetség ötödik ága az úgynevezett Németi ág volt. A belőle származó családot a 15. század közepén a Csornától délre eső Németi falu után kezdték el Németinek nevezni. A község Sopron vármegye törvénytevő gyűléseinek egyik legállandóbb székhelye volt (sedes indicária, sedria). Az Osli nemzetség 15. században élő tagjai még nemzetiségi alapon osztozkodtak. Nagy családi osztozkodás történik az Ostffyak között. Németi egyik fele ez időben Ostffy Jánosnak jutott. Később az ági birtok egyre összébb zsugorodott és a Németi ág egyre jelentéktelenebb szerepet játszott a vármegyében.
A település földesurai, a következő földbirtokosok voltak:
- 1767-ben : Esterházy Miklós József herceg,
- 1840-ben Chernel, Horváth László,
- 1850-ben Esterházy Pál Antal herceg, Tóth Bálint, s a  Végh család.

A 20. század elején a lakosok száma: 688 fő volt, de az évszázad folyamán ez egyre csökkent.
A falu vezetékes infrastruktúrákkal jól ellátott. A vezetékes telefonhálózat, a víz- és szennyvízcsatorna-hálózat, a vezetékes földgáz-hálózat kiépített, a lakossági hulladékszállítás megoldott. ÁFÉSZ-bolt, mobilposta és orvosi rendelő működik. Elvárás a lakosság részéről a folyamatos parkosítás, az intézményekben és a közterületeken egyaránt.
A  kézműipar is kezd újra kialakulni, jelenleg is működik egy keramikus és egy díszmű-kovácsolással foglalkozó vállalkozás. A község szép, rendezett, nyugodt, jó levegőjű kistelepülés, mely ideális a pihenési szándékkal ideérkező látogatók számára.

## Közélete

### Polgármesterei
- 1990–1994: Böjtös József (független)[3]
- 1994–1998: Ifj. Bognár Sándor (független)[4]
- 1998–2002: Ifj. Bognár Sándor (független)[5]
- 2002–2006: Bognár Sándor (független)[6]
- 2006–2010: Bognár Sándor (független)[7]
- 2010–2014: Bognár Sándor (Fidesz-KDNP)[8]
- 2014–2019: Bognár Sándor (Fidesz-KDNP)[9]
- 2019–2024: Bognár Sándor (Fidesz-KDNP)[10]
- 2024– : Bognár Sándor (független)[1]

## Népesség
A település népességének változása:
| Lakosok száma | 281  | 285  | 297  | 296  | 285  | 285  | 294  |
|               | 2013 | 2014 | 2015 | 2021 | 2022 | 2023 | 2024 |

A 2011-es népszámlálás során a lakosok 95,1%-a magyarnak, 0,4% németnek mondta magát (4,5% nem nyilatkozott; a kettős identitások miatt a végösszeg nagyobb lehet 100%-nál). A vallási megoszlás a következő volt: római katolikus 40,8%, református 1,1%, evangélikus 37,5%, felekezeten kívüli 9,7% (10,9% nem nyilatkozott).
2022-ben a lakosság 85,6%-a vallotta magát magyarnak, 1,4% németnek, 0,4% cigánynak (14,4% nem nyilatkozott; a kettős identitások miatt a végösszeg nagyobb lehet 100%-nál). Vallásuk szerint 24,2% volt római katolikus, 18,6% evangélikus, 3,9% református, 1,4% egyéb katolikus, 6,7% felekezeten kívüli (45,3% nem válaszolt).

## Látnivalók
- Barokk stílusú katolikus templom
- Sághy-kastély
- evangélikus templom

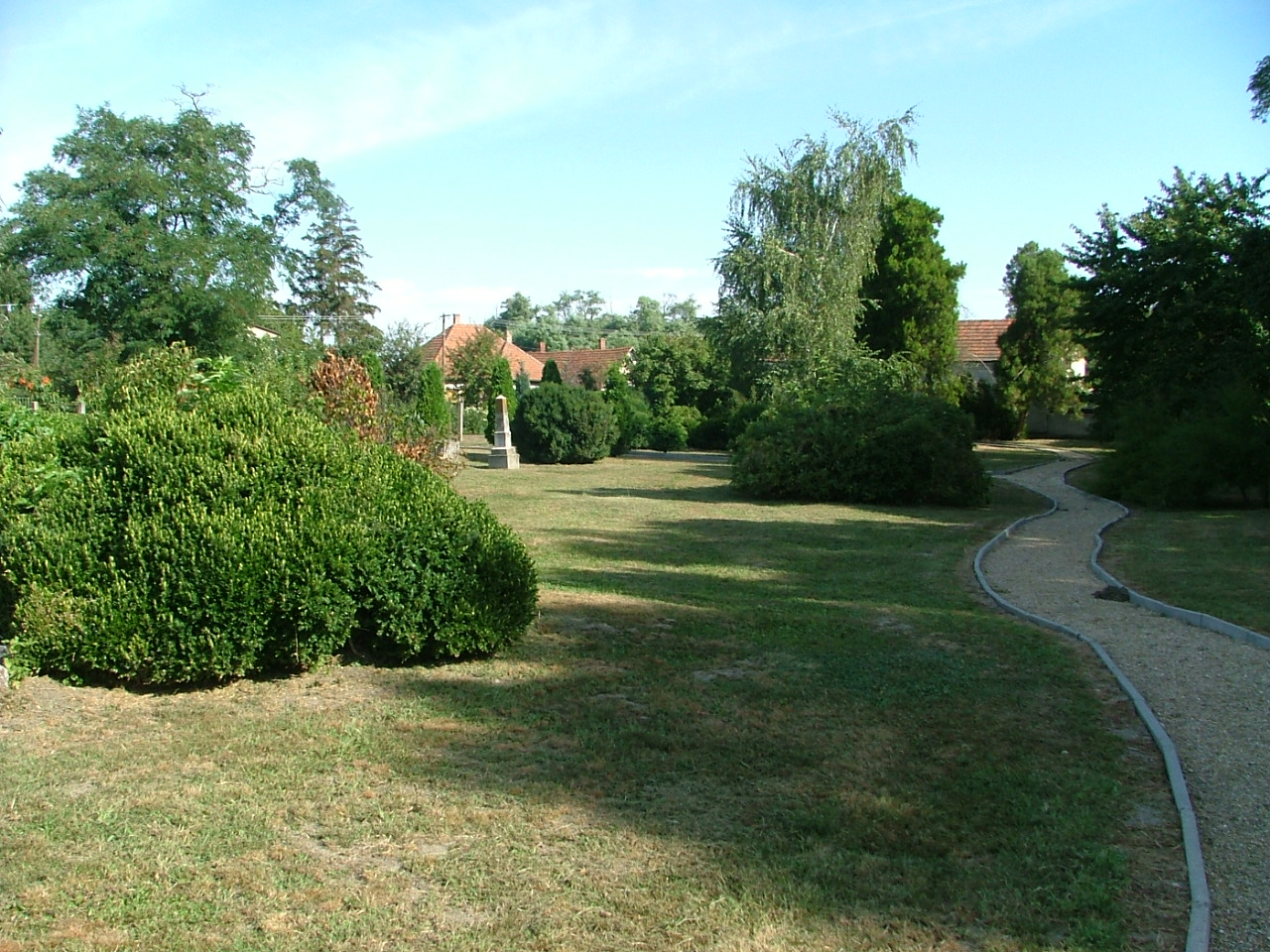
A park
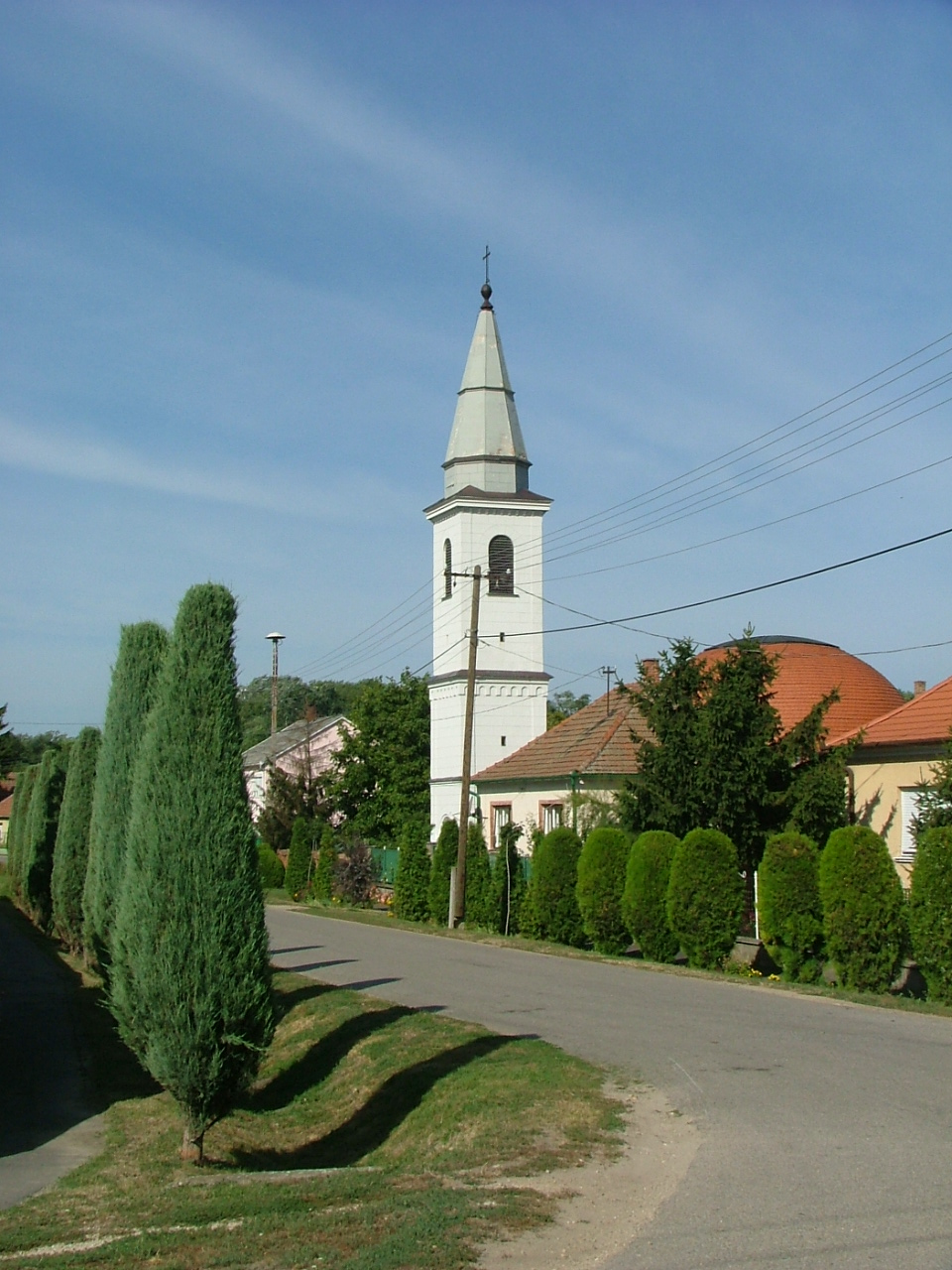
Az evangélikus templom

## Testvértelepülések
- Őrimagyarósd, Magyarország
- Szécsisziget, Magyarország
- Szövérd, Románia